# Dexametasona
La dexametasona és un tipus de fàrmac corticoesteroide. que té efectes antiinflamatoris i immunosupressors. Es fa servir en el tractament de moltes condicions, incloent problemes en reumatologia, un nombre de malalties de la pell, al·lèrgies greus, asma, etc i junt amb antibiòtics en la tuberculosi. En la insuficiència suprarenal, s'ha de prendre junt a medicació que tingui efectes més grans mineralocorticoides com la fludrocortisona. Es pot prendre oralment o per injecció intramuscular o intravenosa. Els efectes de la dexametasona es veuen dins un dia i duren uns tres dies.
L'ús a llarg termini de dexametasona pot causar candidosi, pèrdua òssia, cataractes, fragilitat vascular o debilitat muscular.
La dexametasona es va sintetitzar primer l'any 1957.
L'assaig clínic Recovery, que es porta a terme al Regne Unit amb 11.000 pacients de 175 hospitals ha demostrat que la dexametasona reduïa la mortalitat de persones necessitades de ventilador en el 30%. Actualment, sense aquest tractament, moren quatre de cada deu malalts que pateixen la forma més greu de covid-19, que acaben necessitant de ventilació mecànica.